# Vatica yeechongii
Vatica yeechongii är en tvåhjärtbladig växtart som beskrevs av Saw. Vatica yeechongii ingår i släktet Vatica och familjen Dipterocarpaceae. Inga underarter finns listade i Catalogue of Life.